# Будаев, Батор Будажапович
Ба́тор Будажа́пович Буда́ев (род. 19 ноября 1958) — российский бурятский оперный певец, народный артист Бурятии, заслуженный артист Российской Федерации (2006), солист Бурятского академического театра оперы и балета имени Г.Ц. Цыдынжапова.

## Биография
Родился 19 ноября 1958 года в улусе Улюн Баргузинского района Бурятии. После школы поступил в Улан-Удэнское музыкальное училище имени П.И. Чайковского. В 1988 году окончил Государственное музыкальное училище имени Гнесиных.
Вернувшись в Улан-Удэ был принят в качестве солиста в труппу Бурятского государственного ордена Ленина академического театра оперы и балета имени Г. Цыдынжапова. Также работал солистом в Оркестре бурятских народных инструментов Бурятской телерадиокомпании.
Батор Будаев обладает драматическим тенором широкого диапазона и имеет в своём репертуаре немало заглавных партий в произведениях зарубежной и отечественной классики. Бурятские композиторы многие свои песни написали специально для него, для его голоса, для его творческих возможностей.
Выступал на сценах театров Москвы и Санкт-Петербурга, других городов России, а также в Нидерландах, Франции, Монголии, Австрии, Южной Кореи и США.

## Награды и звания
- Заслуженный артист Российской Федерации (3 апреля 2006 года) — за заслуги в области искусства[2]
- Народный артист Бурятии
- Дипломант I Международного конкурса оперных певцов в Перми
- Лауреат Международного конкурса вокалистов им. Хайдава в Улан-Баторе, 1998 год
- Почётная грамота Министерства труда и социального развития России
- Премии и Благодарности Министерства культуры Бурятии и театра.

## Репертуар
- Манрико («Трубадур» Д. Верди);
- Калаф («Турандот» Д. Пуччини);
- Канио («Паяцы» Р. Леонкавалло);
- Владимир Игоревич («Князь Игорь» А. Бородина);
- Молодой цыган («Алеко» С. Рахманинова);
- Дархан, Дууша Убэгэн («Энхэ-Булат батор» М. Фролова);
- Садко («Садко» Н. А. Римского-Корсакова);
- Каварадосси («Тоска» Д. Пуччини);
- Герман («Пиковая дама» П. И. Чайковского);
- Фауст («Фауст» Ш. Гуно);
- Баринкай («Цыганский барон» И. Штрауса);
- Айзенштайн («Летучая мышь» И. Штрауса);
- Хозе («Кармен» Ж. Бизе);
- Самсон («Самсон и Далила» К. Сен-Санса);
- Сергей («Катерина Измайлова» Д. Шостаковича;
- Абай-Гэсэр («Гэсэр» А. Андреева);
- Доктор Малатеста и Эрнесто («Доне Паскуале» Г. Доницетти);
- Князь Шуйский («Борис Годунов» М. Мусоргского)